# Stefan Bolln

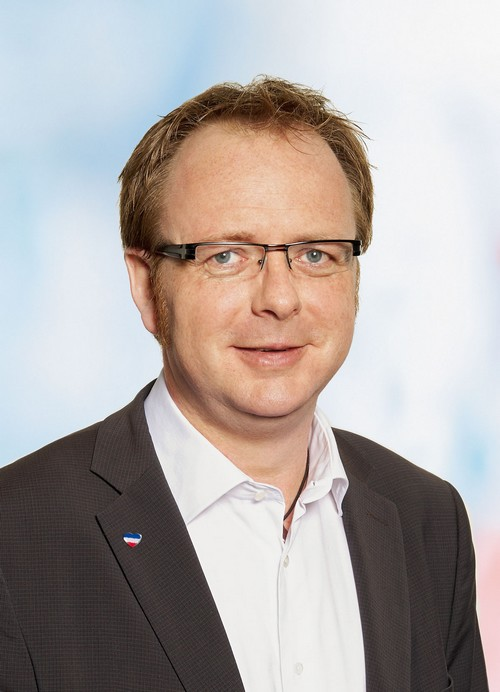
Stefan Bolln, 2011

Stefan Bolln (* 4. September 1970 in Itzehoe) ist ein deutscher Politiker (SPD). Er war von 2016 bis 2017 und von 2021 bis 2022 Abgeordneter im Landtag von Schleswig-Holstein.

## Leben, Beruf und Ehrenamt
Nach seinem Schulabschluss absolvierte Bolln von 1989 bis 1992 eine Ausbildung als Schornsteinfeger. Ab 1992 als Geselle tätig, bestand er 1996 die Meisterprüfung und besuchte anschließend von 1997 bis 2000 eine Fortbildung im Bereich Heizungs-, Klima- und Lüftungstechnik. Bereits 1998 wurde Bolln ehrenamtlicher Landesvorsitzender der Gewerkschaft der Schornsteinfeger in Schleswig-Holstein. 2003 bestand er die Prüfung zum Energieberater bei der Handwerkskammer Hannover und wurde im selben Jahr ehrenamtlicher Arbeitsrichter am Arbeitsgericht Elmshorn, eine Tätigkeit, die er bis 2013 ausübte.
Von 2005 bis 2011 war Bolln Mitglied des geschäftsführenden Bundesvorstandes der Schornsteinfegergewerkschaft und ab 2006 für den Geschäftsbereich Verwaltung und Finanzen zuständig. Als Mitglied des geschäftsführenden Bundesvorstandes war er ab 2005 auch geschäftsführendes Vorstandsmitglied des Bildungs- und Forschungsinstituts der Gewerkschaft und von 2008 bis 2011 Geschäftsführer des Deutschen Schornsteinfegerverlages. Von 2009 bis 2013 war Bolln zudem in der betriebswirtschaftlichen Beratung für ein Unternehmen in Kiel tätig. Im Mai 2011 machte er sich in der Betriebsberatung selbständig und fungiert seit 2013 als Geschäftsführer dieser Firma. Seit 2015 ist er bevollmächtigter Bezirksschornsteinfeger. Im Mai 2023 übernahm Stefan Bolln den ehrenamtlichen Vorsitz des Bundesverbands für Energieberatende e.V. (GIH). 

## Politisches Ehrenamt
2001 trat Bolln in die SPD ein. Von 2003 bis 2009 war er Mitglied im Ortsvorstand der SPD in Barmstedt und ebenfalls von 2003 an auch Mitglied im Kreisvorstand der Partei im Kreis Pinneberg (bis 2007). Auf Vorschlag der SPD-Fraktion wurde er von 2003 bis 2007 als bürgerliches Mitglied in den Ausschuss für Soziales und Jugend der Stadt Barmstedt und von 2003 bis 2006 auch in den Ausschuss für Gleichstellung, Soziales und Gesundheit des Kreises Pinneberg gewählt. Von 2005 bis 2012 war Bolln Sprecher des UmWeltforums der SPD Schleswig-Holstein und ist seit 2005 Mitglied im Landesvorstand der SPD, seit 2013 als Schatzmeister des Landesverbandes. 2013 wurde Bolln zudem zum Vorsitzenden des SPD-Ortsvereins Barmstedt gewählt. 

## Politische Wahlämter
Bolln kandidierte zur Landtagswahl in Schleswig-Holstein 2012 im Landtagswahlkreis Steinburg-West, musste sich aber mit 27,5 % Hans-Jörn Arp von der CDU geschlagen geben und zog auch über die SPD-Landesliste nicht in den Landtag. Erst durch das Ausscheiden von Simone Lange, die zur Oberbürgermeisterin in Flensburg gewählt worden war, rückte Bolln am 7. November 2016 in den Landtag nach. Er war dort Mitglied im Finanzausschuss. Bei der Landtagswahl 2017 unterlag er abermals mit 30,3 % der Erststimmen seinem Mitbewerber und zog auch über Platz 19 der SPD-Landesliste zunächst nicht ins Parlament ein, so dass er mit Zusammentritt des neuen Landtages am 6. Juni 2017 ausschied. Er rückte jedoch am 1. November 2021 für Kathrin Wagner-Bockey wieder in den Landtag nach. Bei der Landtagswahl 2022 zog er nicht wieder in den Landtag ein.